# Aerobic
Aerobic og er en form for motionsgymnastik/konditionstræning.
Træningen blev opfundet omkring 1970 i USA af tidligere oberster i det amerikanske flyvevåben, Kenneth H. Cooper og Pauline Potts og er nu udbredt til hele verden.
Aerobic findes også som konkurrenceform, Aerobic gymnastik, under DGF/FIG, som har over 40 deltagende nationer til VM.
Aerobic består af løb, hop og gang i forskellige kombinationer og variationer samt overkropsbevægelser.
Et træningspas består af opvarmning (7-10 minutter), konditions-/koordinationstræning og nedkøling (20-40 minutter) og udstrækning (5-10 minutter).
Aerobic findes i gymnastik- og idrætsforeninger og i kommercielle fitnesscentre.
Aerobic instruktører uddannes på Trænerakademiet på Aalborg Sportshøjskole (1-årig), på idræts- og sportshøjskoler, via DGF, DGI og DFIF, og på kommercielle fitnesscentres uddannelser.